# Опсада Београда (1717)
Опсада Београда 1717. била је друга од укупно три опсада тог града које су предводиле снаге Хабзбуршке монархије како би га преузела од Османског царства. Преостале опсаде биле су од 1688. до 1690. те од 1789. до 1791. Аустријске снаге предводио је Еуген Савојски.
Након аустријске побједе, која је осигурана српским добровољцима, основана је краткотрајна Краљевина Србија у околини Београда, покрајина Хабзбуршке монархије, све док Турци нису поновно освојили град двадесет година касније.

## Позадина
Војни и политички кругови у Бечу, још од почетка 18. века, узимају Београд као главну стратегијску тачку за продор Хабзбуршке монархије на Балканско полуострво. Зато су у свим својим политичким и војним плановима господарења над северозападним делом Балканског полуострва имали пре свега у виду освајање Београда. Тако је мислио и принц Еуген Савојски. Те зиме је дошао Еуген у Беч где га је цар Карло VI са радошћу дочекао, обдарио га богатим крстом искићеним дијамантима и рекао му: „Господ Исус Христ први је војсковођа, који ће вашу милост најбоље помагати када пођете на невернике.“ Главнина војске се уконачила код Футога, корпус коњичког генерала Мерсија код Вршца и Гате, у јужном Банату, два коњичка пука фелдмаршал-лајтнанта Вијарда код Карансебеша, у источном Банату, корпус фелдцајгс-мајстера Штајнвила у Ердељу, корпус генерала Петраша код Сремске Митровице и корпус генерала Хаубена у Петроварадину. Уочи новог поласка начинио је Еуген свој тестамент. Више од тридесет принчева похитали су под његове заставе.
Султан Ахмед III је скупио 200.000 војника и упутио се ка Београду. Београдску тврђаву је снажно осигурао и утврдио, па одмах издао заповест да се пређе преко Дунава и да се продре у Угарску. Тврђава је била уређена за дужу одбрану, са ровом дубоким 5 метара и широким 8 метара, зиданом контраескарпом и палисадама. За одбрану прелаза преко Саве, Турци су подигли и посели редуте на Великој ади циганлији, на ушћу Саве, Великом ратном острву и три на левој обали Дунава. Турци су намеравали да 1717. године продру у Трансилванију, Мађарску и Хрватску, али због тешкоћа око попуне изгубљених топова код Петроварадина и Темишвара, почетак операција је одложен. Главнокомандујући аустријске војске принц Еуген Савојски је то искористио и кренуо на Београд из Футога са војском од 100.000 људи, са 10 већих бродова и преко 50 шајки наоружаних са 200—300 топова. У исто време извршен је и притисак на Босну. Из Славоније под командом заповедника тамошњих граничара генерала Петраша, из Баније под вођством банског намесника Ивана Драшковића и из Лике, одакле је дејствовао гроф Рабата. А Еугенова војска је преко Срема и Баната избила на Дунав према Винчи. Велики стратег је пришао Београду на неочекиван начин. С флотилом састављеном од многих бојних шајки и чамаца, теретних лађа и десет ратних бродова са 370 топова, он је допловио под Београд Дунавом, у који је ушао из Тамиша, проширеним рукавцем код Панчева. Тако је избегао напад турских бродова из Оршаве, Смедерева и Београда. Мост на Дунаву постављен је близу села Вишњице, где је од 15. до 17. јуна 1717. године принц Еуген пребацио на десну обалу 24 чете гренадира, 27 батаљона и 6 топова, под командом фелдмаршала принца Александра Виртембершког. Преко подигнутог моста пребацио је до 17. јуна и остале снаге и улогорио се на висовима између Вишњице и Београда. Никада се у Београду није у исто време окупило толико генерала, војника најразличитијих народности, принчева из свих познатих владајућих кућа у Европи. Сви су хтели да присуствују великој бици, који је водио у то доба највећи и најпознатији ратни геније. Да би одвратио пажњу непријатеља од опсаде Београда, принц Еуген је наредио Петрашу да изведе тактички покрет према Шапцу. Из Осијека му је послата артиљерија и муниција, те је са потчињеном милицијом кренуо према Сави да би испитао могућности напада на Шабац који је бомбардовао. У међувремену, половином јуна, велики везир Халил-паша кренуо је из Једрена за Београд са око 150.000 војника и 175 топова. За команданта целој турској војсци постављен је београдски паша Хаџи Алија. Он одмах заповеди да се град утврђује и стави се доста војске у Београду под управом Нуман Ћуприлића, а друга се војска скупи на граници од влашке да одатле смета Царској војсци.

## Ток битке
У бици под Београдом Савојски је показао велики војнички дар и способност војсковође. Можда се ни једној бици за Београд није приступило са већом пажњом, промишљеним и поузданим планом као овој. Савојски је са својим најспособнијим генералима испитао и проучио све важније стратешке позиције око Београда. Противно дотадашњој војној тактици, он није пребацио војску преко Саве већ преко Дунава, што је било велико изненађење за Турке. Потом су утврдиле командни штаб и опасали град, али су пре тога издржали жестоку битку са 6 турских галија и 40 малих лађица. Оставивши код Вишњице 6 коњичких пукова и 4 батаљона, а за заштиту моста 6 батаљона, Еуген је 19. јуна посео положаје око Миријева и на Великом Врачару и приступио опсадним радовима. Контравалациону линију, за напад и за одбијање евентуалног испада, изградио је у луку од Саве преко Ташмајдана до Дунава и посео са 23 батаљона, 8 пукова кирасира и 4 пука драгона. Цикумвалациону линију за одбрану с југа подигао је у виду испупченог лука од Саве код Велике аде циганлије, преког Великог Врачара и Карабурме до Дунава и посео је са 38 батаљона и 14 кирасирских пукова. Линије су изломљене ради унакрсне и фланкирне ватре, и повезане саобраћајницама, а између њих постављен је логор за штаб и главнину артиљерије. До 25. јуна мост је пребачен од Винче на Карабурму, постављен између обе линије, осигуран на левој обали редутом са 10 топова, а на десној са неколико батаљона. На банатској страни према Великом ратном острву подигнуто је утврђење. Из Петроварадина преко Бежаније стигло је 29. јуна појачање од 7 батаљона, два пука кирасира и српска гранична милиција, које је посело Велику аду циганлију, а уз помоћ српских добровољаца, шајкаша и граничара, подигнут је мост преко Саве низводно у близини острва. Турци су запалили Земун, повукли се у Београд, ужурбано су утврђивали град и копали контраминске галерије. Да би уништили аустријске бродове, Турци су 5. јула са око 50 бродова и шајки извршили испад Дунавом према Земуну, а са око 1.000 спахија и неколико стотина јањичара искрцали се на левој обали Саве код ушћа, да би продором уз обалу Дунава према Земуну подржали ватром акцију бродова. Сукоб бродова одиграо се код Земуна. Погибијом команданта флоте, код Турака је настала дезорганизација у командовању, па су се они повукли са губитком од 5 бродова, неколико шајки и око 200 људи.
Аустријанци су наставили са опсадним радовима под вођством фелдмаршала принца Александра Виртембершког, прикупили до 22. јула опсадну артиљерију и 23. јула почели бомбардовање вароши и тврђаве. Аустријанци су тако снажно тукли Београд да су после два дана топови опсађеника били сасвим оборени. У међувремену уходе су донеле принцу Еугену глас да велика турска војска иде граду у помоћ и да је већ у Нишу, а да је у њој најмање 250.000 људи. Принц се није ни мало збунио, а сазнавши опет да су Турци у Смедереву а јаничари у Гроцкој, заповедио је да се топови добро снабдеју са муницијом и целој се војсци да довољно праха и олова. До 12. августа пристигла је главнина турске војске и распоредила се на линији Вишњица – Екмеклук – Дедиње – Сава према западном врху Велике аде циганлије. Поседнуту линију Турци су утврдили, позади ње уредили батеријске положаје и подигли утврђени логор. На крилима и у центру налазила се коњица – спахије и Татари, а између њих јањичари. Приближницама и паралелама јаничари су подишли аустријској циркумвалационој линији до на 30 корака, а уједно је тукли унакрсном артиљеријском вартом, споља и из града. Положај принца Еугена био је у великој опасности. Са лева и десна две велике реке, пред собом утврђен град са гарнизоном од 30.000 људи, а с леђа војска од најмање 150.000 војника. Еугенова војска се јако смањила, што од болести, што од умора, а нешто је опет пропало у биткама. Нико није знао шта ће и како ће принц, јер је подједнако опасно било изаћи из опкопа или пак остати онде где се ко затекао. Али принц Еуген рече: „Ја сам дошао са мојим храбрим витезовима да узмем Београд од неверника, а не да се склањам од њега па зато хоћу и да останем.“. Принц је издао заповест да се шанац повиси и да се војницима поделе корпе напуњене земљом да се заклањају, али то није много помогло. Што мртвих, што рањених било је око 15.000, а нездрава вода је обарала коње и тако се војска сваким даном смањивала. Ипак, у међувремену Аустријанци су са 5 батаљона, 6 гренадирских чета, 350 коњаника и неколико шајки заузели 11. августа Велико ратно острво, одакле су почели да туку Доњи град и да неутралишу турску артиљерију. Запалили су 14. августа главно турско слагалиште муниције у Горњем граду, од чије су експлозије Турци имали велике губитке. Ипак напад на тврђаву није се могао наставити пре него што се одбаци Халилова деблокадна војска. У међувремену велики везир је послао изасланика код команданта тврђаве ради усаглашења заједничке акције против хришћана. Некадашњи куруц, Јанош Векоњ, уместо у тврђаву, проследио је писмо Еугену Савојском.

## Аустријски контранапад
Сазнавши да Турци за наредни дан спремају концентрисани напад са две стране, Савојски се одлучио на опасан потез: оставивши мањи одред да спречава испаде из тврђаве, са већином војске сукобио се са армијом великог везира. Ноћу 15. августа принц Еуген је са једним секретаром правио распоред војске у свом шатору, а после је позвао генерале и рекао им да ће се сутра сукобити са Турцима. Велики део ноћи је проведен уређујући две убојне линије за сутрашњу битку, а у обе је било свега 40.000 људи – број доста мали према броју Турака, али далеко надмоћнији одважношћу и својом храброшћу. Знак да се удара биле су три бомбе. У два сата после поноћи избацили су их и онда је прва линија почела да се креће и према месечини пошла напред. При заузимању распореда, аустријске батерије из контравалационе линије, са Великог ратног острва и са леве обале ушћа Саве, бомбардовале су град све до поноћи. Напад је почео 16. августа у 1 час. Око 4 часа коњица фелдмаршала Миклоша Палфија наишла је на Турке у рововима на Топчидерском брду и Дедињу, напала их и међу њима створила забуну. У густој магли друге турске снаге налетеле су на Аустријанце при поседању положаја и претпеле осетне губитке. Затим је турска коњица извршила врло снажан противнапад на коњицу фелдмаршала Палфија, али је разбијена уз помоћ коњице друге линије генерала Клаудија Мерсија. За то време је аустријска пешадија десног крила И ешелона продрла у турски ров, али се удаљила од свог правца и створила празнину између себе и коњице Палфија, у коју су, под заштитом магле, продрли Турци и нашли се пред аустријском пешадијом ИИ ешелона. Концентричним нападом они су око 6 часова одбачени и натерани у бекство. За њим је кренула коњица у гоњење. Ускоро затим Аустријанци су заузели на јуриш турску батерију на Дедињу. Због магле је и аустријска пешадија на левом крилу наступала погрешним правцем и изгубила додир са коњицом. У настали међупростор продрли су јаничари и спахије, потисли аустријску коњицу и покушали да окруже пешадију. Аустријанци су око 8 часова увели у напад пешадију и коњицу ИИ ешелона, разбили у огорченој борби Турке и одбацили их у правцу Екмеклука. Пошто су освојили све турске приближнице и паралеле, Аустријанци су увели у борбу нове снаге, заузели Екмеклук око пола десет, а затим одбили противнапад Татара и спахија. Турци се растуре на све стране. Паде их више од 10.000, а што од хусара, што од Срба пропало је скоро 5.000. На страни царске војске било је око 5.000 мртвих и 2.000 рањених војника, а међу овима били су и принц Еуген, кнез Александар Виртембершки и други генерали. Запленили су од Турака 131 топ од бронзе, 35 мерзера, 59 застава и много муниције. Принц није хтео узети ништа друго сем везировог шатора који је био величанствен, а из кога је написао извештај о великој победи. Све друго оставио је војсци. Београдска војска била је за све то време само зачуђени гледалац велике несреће, држећи да јој је посао само да град чува и брани. Између 9 и 10 сати пре подне 16. августа 1717. године била је одлучена и добијена велика битка под Београдом, у којој је учествовало 6.000 српских добровољаца, шајкаша. Већ другог дана након победе аустријске војске турска посада истакла је на градским бедемима беле барјаке у знак предаје. Предаја је уговорена 18. августа, а по склопљеном уговору војницима турске посаде одобрено је да са женама, децом и покретном имовином, најкасније до 22. августа, напусте тврђаву. Сва се Европа радовала овој великој победи. Победника упоређиваше са Цезаром који опседнут у Александрији потуче непријатеља у његовом штабу. У Бечу му исковаше медаљу са његовим ликом и речима наоколо: “Нон ест хиц алиуд ниси гладиус Гедеонис“, а са друге стране „Турцис фуцис, цастрис оццупатис, Белградо рецепто 1717.“ Ова победа је била круна војничке каријере принца Еугена Савојског и потврдила га као водећег европског генерала тога времена. Његова способност да пораз претвори у победу се показала као принчева највећа врлина. Аустријанци су у тврђави оставили посаду од 13 батаљона и 4 ратна брода.

## Резултат битке
Сјајна победа и заузимање Београда били су тим значајнији, јер је царска војска на другим деловима фронта водила тешке борбе с Османлијама. Ситуацију је погоршао продор Татара у Ердељ, али су татарску војску убрзо протерали народни устаници. Ференц Ракоци II је из Француске стигао у Османско царство да са својим куруцима упадне у Мађарску, али у тренутку његовог доласка Београд је већ био заузет, а турска цивилна и војна администрација у паници због могућег даљег продора хришћана на османску територију.
Освајање Београда одјекнуло је у Европи као велики ратни успех Хабсбуршке монархије, те се очекивало да ће аустријски Цар Карло VI искористити задобијену победу и наставити рат ради решавања Источног питања. Међутим, политичка ситуација у Европи се у то време погоршала у односу на Хабсбуршку Монархију. Четири дана после велике победе код Београда, Шпанија је 20. августа неочекивано искрцала војску на острво Сардинију, која је, нешто раније, припала Хабсбургзима. Карло VI се побојао да може доћи до нових и тежих заплета, те је посредовањем Енглеске и Холандије пристао на мировне преговоре са Османским царством. Затим се наставило са освајањем Србије. Ратовало се све до зиме, када се због непроходности земље и тешкоћа при прехрани војске морало ратовање прекинути. Турци су се повукли на линију Видин – Ниш.
У јуну 1718. дошао је Еуген Савојски у Београд, а 21. јула потписан је Пожаревачки мир. Мир је склопљен на једном узвишењу између Пожаревца и Костолца. Преговори су почели 5. јуна, а уговор о миру је потписан 21. јула. По овом уговору Цар је задржао Влашку до Алуте, Банат, Београд и Србију до Тимока и планине Бујукдаша, један део Босне између Саве и Уне. Млетачка република није добила ништа и од тада је престала да игра важну улогу. Османлије су сачувале Мореју, а Аустрији су одобриле исте економске погодности као и другим западним силама. Ускоро за тим поклони један турски посланик принцу Еугену два арапска коња, мач и турбан. „Сабља“, рече посланик, „то је знак твоје храбрости, а остало као знак твога духа, твоје разборитости и мудрости у ратовању“. Аустријанци су из ове епизоде извукли највише користи и између њих и Османлија мир је владао до смрти великог везира Дамада Ибрахим-паше (1718 – 1730). Територија Хабзбуршке монархије је удвостручена: док се од Вестфалског мира простирала на око 303.000 км², Карловачким и Пожаревачким миром проширена је за још 315.000 km². Ради заштите интереса својих поданика, Хабзбуршка монархија је основала конзулате по Османском царству.
Принц Еуген Савојски остаје запамћен као војни вођа који је освојио Београд и својом храброшћу обележио овај кључни тренутак у европској историји. Након тога су се отворила нова поглавља у односима између Хабзбуршке монархије и Османског царства, док се Европа суочава с новим изазовима и приликама.
Ова велика победа ће сигурно остати урезана у историјским књигама као један од најзначајнијих тренутака у борби за територијалну доминацију и геополитички утицај у Европи.